# أنغوس (دائرة انتخابية في المملكة المتحدة)
أنغوس  (بالإنجليزية: Angus)‏ هي إحدى الدوائر الانتخابية في المملكة المتحدة الممثلة في مجلس العموم في برلمان المملكة المتحدة.
عضو البرلمان الذي يمثلها حالياً هو :Mr Mike Weir (SNP).